# Remise à Jorelle
Remise à Jorelle vasútállomás Franciaországban, Bondy településen.

## Vasútvonalak
Az állomást az alábbi vasútvonalak érintik:
- Bondy–Aulnay-sous-Bois-vasútvonal
- 4-es villamos

## Kapcsolódó állomások
A vasútállomáshoz az alábbi állomások vannak a legközelebb:
- Bondy (Bondy, 4-es villamos)
- Les Coquetiers (Aulnay-sous-Bois (tram), 4-es villamos)